# ICI TOU.TV
 (mai 2019).
- Si vous ne connaissez pas le sujet, laissez ce bandeau (vous pouvez alors contacter les auteurs).
- Si vous supprimez le contenu mis en cause (vous pouvez préalablement contacter les auteurs),

argumentez précisément cette suppression dans la page de discussion
(un manque de référence n'est pas un argument ; une recherche réelle de référence doit avoir été effectuée, être formellement documentée).
ICI TOU.TV est un site web de vidéo à la demande gratuit et payant lancé le 26 janvier 2010 par la Société Radio-Canada.

## Histoire
En 2010, le site TOU.TV reçoit en moyenne 456 000 visiteurs uniques par mois. Au total, 3,5 millions de branchements à la webtélé ont été enregistrés.
En janvier 2014, le site change de nom pour celui de ICI TOU.TV ; ce changement s'inscrit dans la volonté du diffuseur public d'harmoniser le nom et l'image de ses plateformes de diffusions. À son lancement, le site propose 2 000 heures de contenu télévisuel francophone en haute résolution, provenant de différentes chaînes de télévision, comme la Télévision de Radio-Canada, RDI, ARTV, Explora, Télé-Québec, TV5MONDE, TV5 Québec Canada, TFO, Radio Canada International, RTS (chaîne suisse) et RTBF (chaîne belge),. Pour des raisons de droits d'auteur, certaines émissions sont géolocalisées et ne peuvent pas être regardées à l'extérieur du Canada.
Le 14 février 2017 vient s'ajouter, à l'offre de ICI Tou.tv, le volet Véro.tv.
En 2020, le diffuseur conclut des ententes avec France Télévisions et RTBF pour offrir, en exclusivités sur le plateforme ICI Tou.tv, des émissions provenant de France et de Belgique.

### Identité visuelle (logotype)

Logo de 2010 à 2014.
Logo de 2014 à 2016.
Logo depuis 2016.

## Émissions disponibles
Le service offre des émissions et séries télévisées originales produites pour le service ainsi que des acquisitions exclusives au service.

### Animation
- Léon
- MaXi

### Entrevues et variétés
- Les Risques du direct
- Luc et Luc
- La vie passionnante d'Alice Raymond

### Films et documentaires
- Déformation personnelle
- Foie de canard et cœur de femme
- Kuproquo
- La vie commence
- Le Dernier Acte
- Les Derniers Jours
- Le Pouce vert
- Meet-Market.ca
- Neuf
- Noël Blank
- Nous sommes tous les jours
- Sages et rebelles
- Temps plein
- Un homme de main

### Magazines et affaires publiques
- C'est ça la vie
- Tellement Sport
- Zooville

### Séries et téléromans
- Amicalement vôtre
- Beautés meurtrières
- Capitaine Marleau (dès le 6 novembre 2019)[5]
- Chefs (dès le 6 novembre 2019)[5]
- Chérif (dès le 6 novembre 2019)[5]
- Le Club des Doigts Croisés
- Deadbeat (depuis 1er juin 2016)
- Frères et sœurs
- Ma famille (TV5MONDE)
- Maman a tort (dès le 6 novembre 2019)[5]
- Skins
- Premier trio
- Pa t'mentir

### Spectacles et événements
- Le Show du refuge
- Les Sessions Bande à part

### Webtélés
- 7$ par jour (depuis le 31 mars 2015)
- À ne pas faire à la maison (depuis le 25 mars 2016)
- L'Ascenseur (depuis le 28 novembre 2016)
- Barman (depuis le 31 mars 2016)
- Ça fait un bye (depuis le 29 octobre 2015)
- Camille raconte (depuis le 9 janvier 2015)
- Les Chroniques d'une mère indigne
- Disparus (depuis le 27 novembre 2013)
- L'Écrivain public (depuis le 14 mars 2016)
- En audition avec Simon (depuis le 15 mars 2010)
- Faux Départs (depuis le 9 octobre 2019)[7]
- Féminin/Féminin (depuis le 13 février 2015)
- J'adopte un pays
- LeCouple.tv
- Les Millionnaires (depuis le 2 mars 2015)
- Moi, j'habite nulle part (depuis le 16 octobre 2019)[7]
- Les Prodiges (depuis le 29 mai 2019)
- Quart de vie (depuis le 23 mars 2014)
- RemYx
- Switch and Bitch (depuis le 29 février 2016)
- Temps mort
- Vérités et conséquences avec Louis T. (depuis le 14 octobre 2016)
- La vie n'est pas un magazine (depuis le 7 mars 2016)
- Voir double
- Le Facteur de l'espace